# August Geiger-Thuring
August Geiger-Thuring (* 1861 in München; † 28. Dezember 1896 ebenda) war ein deutscher Landschaftsmaler.

## Leben

### Familie
August Geiger-Thuring war der Sohn des Privatiers Karl Anton Geiger.
1887 heiratete er Louise (geb. von Hagn), die selbst künstlerisch veranlagt war, ihn auf seinen Bergtouren begleitete und ihn mit ihrem künstlerischen und sozialen Wirken unterstützte.
1893 war er in München in der Herrnstr. 28a wohnhaft.
Er fand auf dem Alten Südfriedhof in München seine letzte Ruhe.

### Werdegang
August Geiger-Thuring war bereits seit seiner frühen Jugend an der Malerei interessiert und besuchte die Königliche Akademie der Bildenden Künste; zusätzlich erhielt er eine künstlerische Ausbildung bei Albert Zimmermann in München.

### Künstlerisches Wirken
Die Motive von August Geiger-Thuring waren durch die Gebirgswelt Bayerns, Tirols und Österreichs geprägt, mit ihren Schneealpen, Gletschern. Sturzbächen, Wasserfällen und ihren Bergkuppen. Als geübter Hochtourist sammelte er ständig neue Studien und gestaltete hieraus seine Bilder, die bereits 1886 mit Die Teufelsbrücke im Kunstverein München und auf verschiedenen Ausstellungen erschienen. Er schrieb und illustrierte dazu für verschiedene Zeitschriften, unter anderem Über Land und Meer und Unsere Zeit.
Er unterstützte mit seiner kreativen Art als Dichter, Musiker und Schriftsteller auch die Gestaltung verschiedener Veranstaltungen und Anlässen, so unter anderem bei den fröhlichen Abenden der Münchener Geselligen Vereinigung, der Bürgersängerzunft und im Komitee des sogenannten Armenballs der Narrhalla e. V., für das er das Stück Leckkuchenhaus im Schlaraffenland inszenierte sowie bei verschiedenen Anlässen der Künstler-Vereine, wo er mit Prologen, humoristischen Essays, Theaterstücken, grotesken Balladen sowie Musikstücken auftrat; hierbei waren ihm auch seine Kenntnisse zu Kostümen und Volkstrachten sehr hilfreich.
Im Mai 1895 veranstaltete er eine Ausstellung mit 17 Bildern, darunter Kirchhof, Bergwiese nach dem Regen, Mangfall, Abendsonne bei Mondaufgang und Februar-Abend.
Nach seinem frühen Tod wurde sein Nachlass im April 1897 in einer Ausstellung vorgestellt.
Er unterzeichnete seine Werke mit G. Th.

## Mitgliedschaften
August Geiger-Thuring gehörte der Allgemeinen Deutschen Kunstgenossenschaft an.

## Ausstellungen (Auswahl)
- 1889: Münchner Jahresausstellung im Königlichen Glaspalast, München.[8]
- 1891: Internationale Kunstausstellung des Vereins Berliner Künstler, Berlin.[9][10]

## Werke (Auswahl)
- Gebirgspfad mit Reisigsammlerinnen auf dem Heimweg[11];
- Lauingen im Landkreis Dillingen an der Donau (Bayern)[12];
- Herzogstand;
- Haimgarten;
- Wolkenbruch in den Tauern.